# Французький інститут
Францу́зький інститу́т (фр. Institut français) — державна установа Франції в системі Міністерства закордонних справ і Міністерства культури, створена для розширення сфери культурного впливу Франції за кордоном.
Його завданням є сприяння розвитку міжнародного культурного обміну, сучасної творчості, а також поширення в світі французької мови, ідей і знань.